# Cymbidium goeringii
Cymbidium goeringii là một loài lan được tìm thấy xung 	quanh Himalaya và các vùng ôn hòa. Nó là biểu tượng của Sikkim.

## Hình ảnh

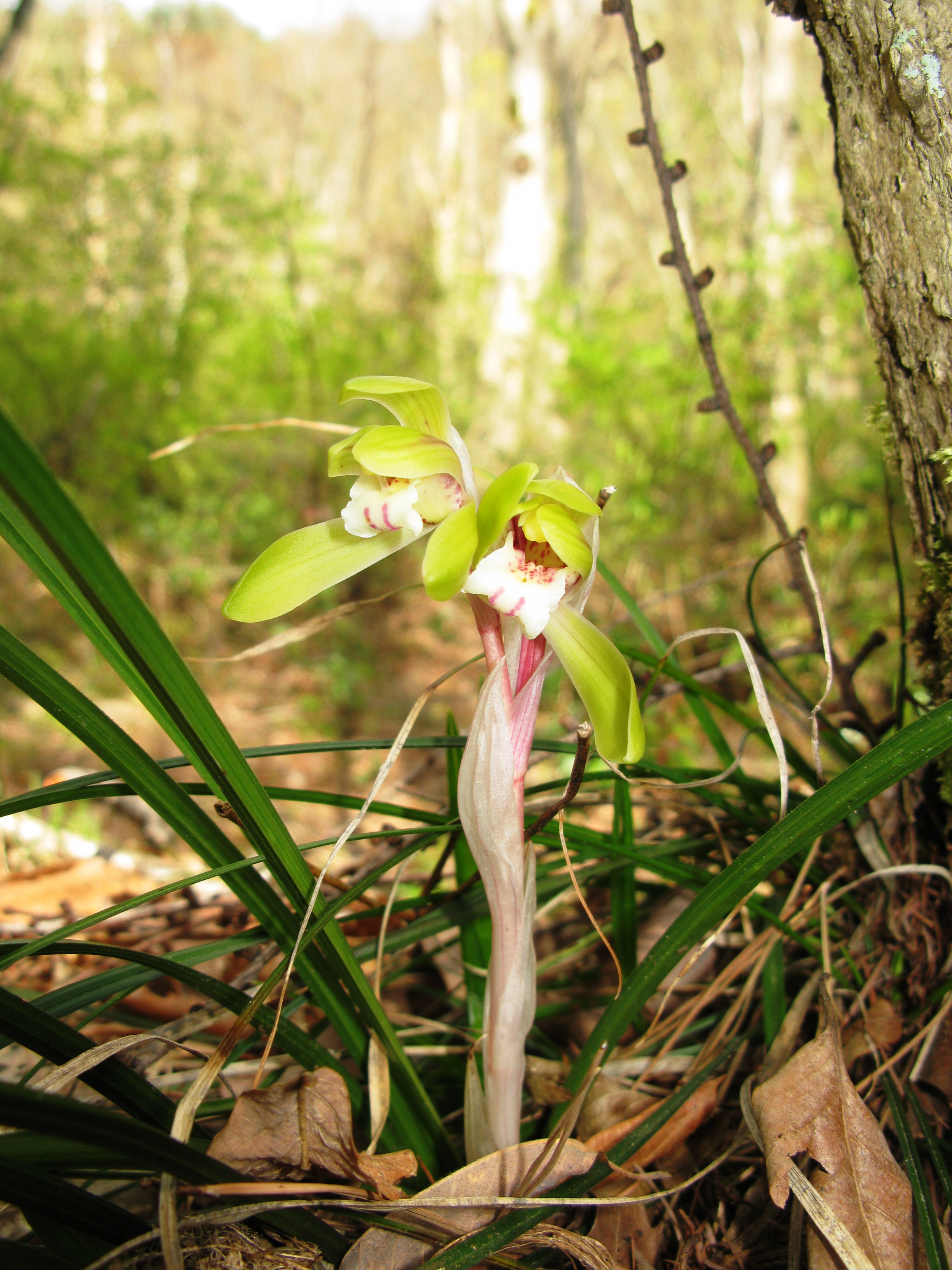
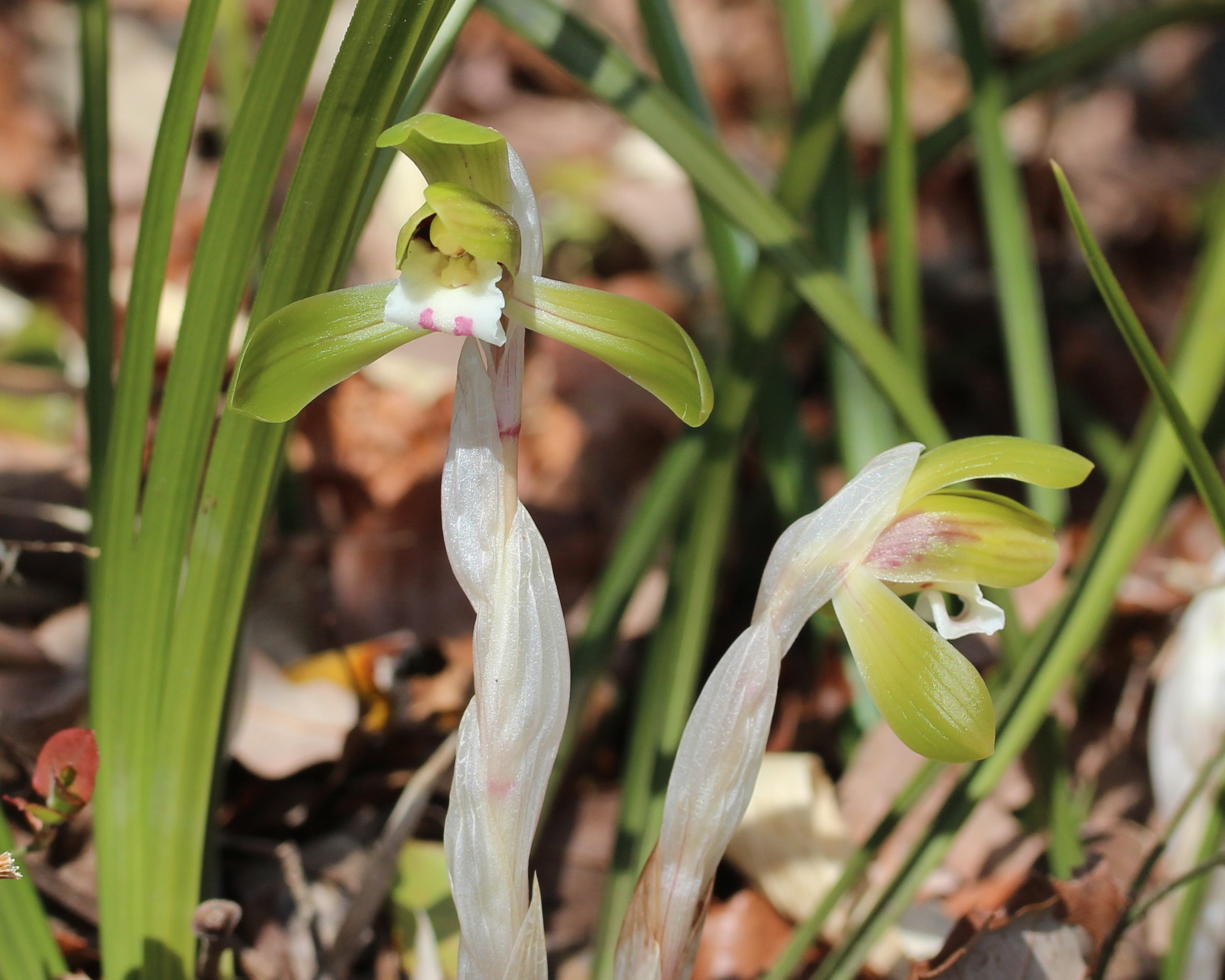
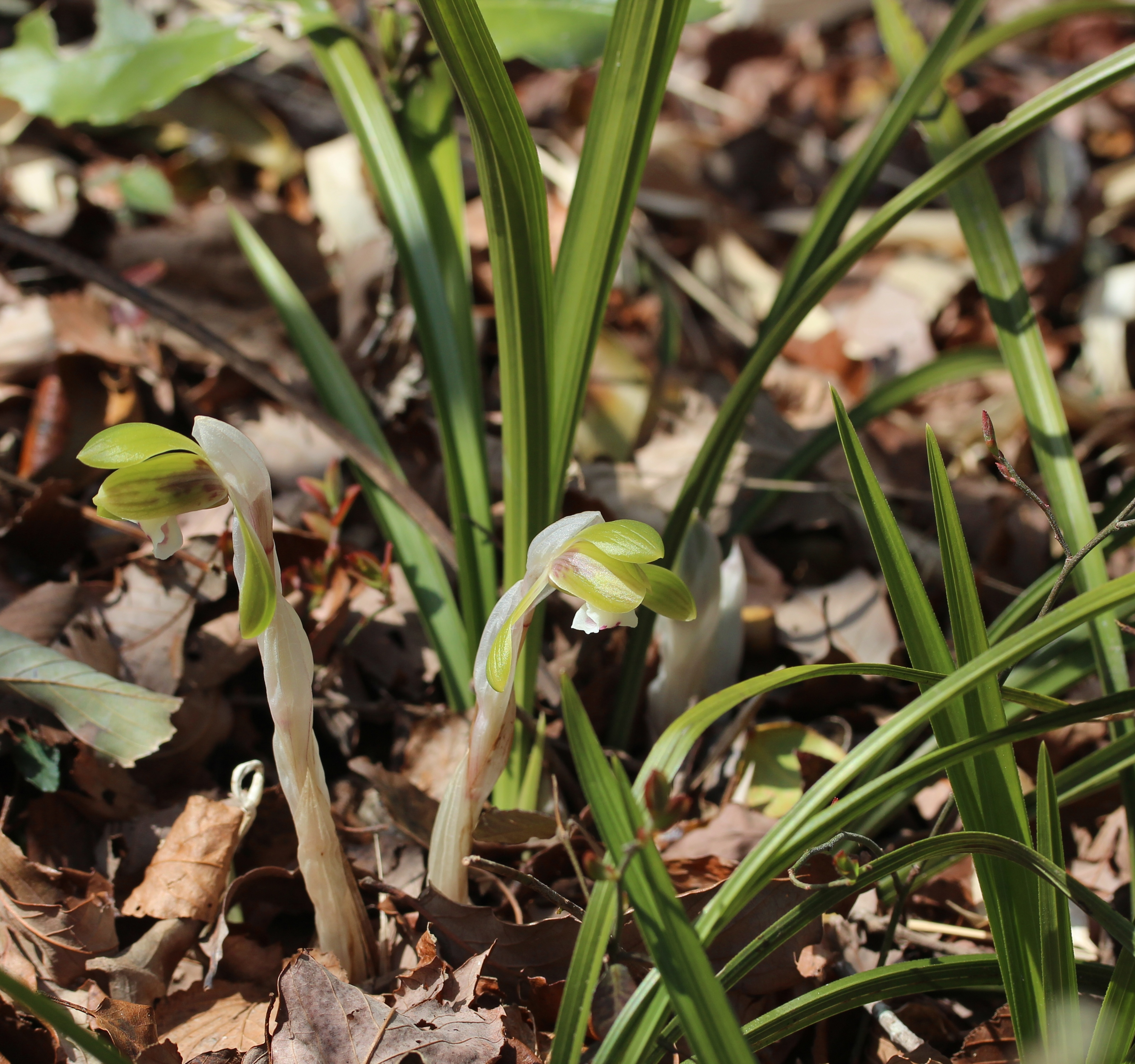
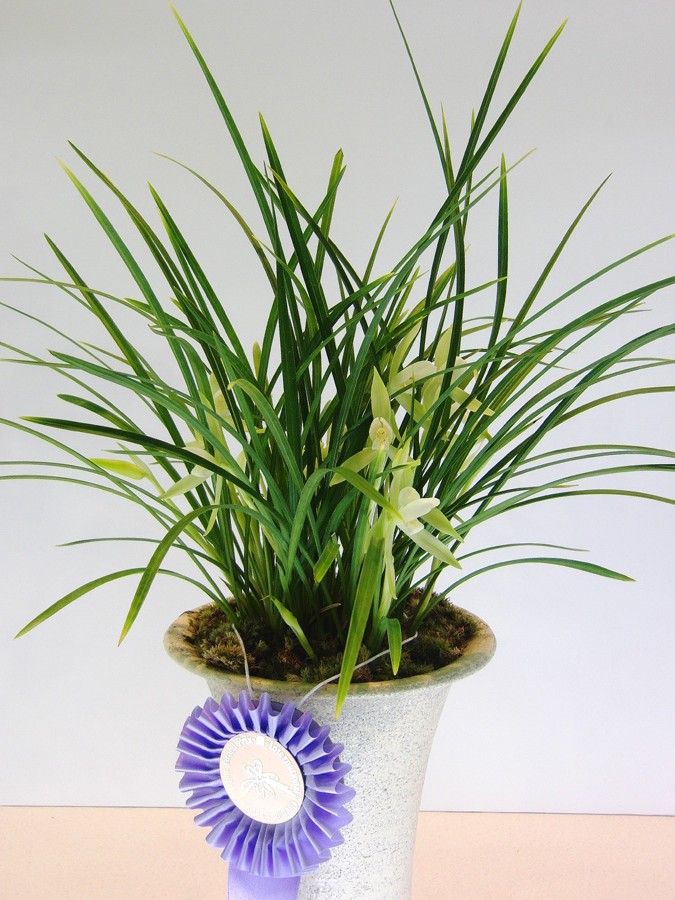